# Паружевина
Паружевина (хорв. Paruževina) — населений пункт у Хорватії, у складі громади Загреба.

## Населення
Населення за даними перепису 2011 року становило 632 осіб.
Динаміка чисельності населення поселення:

## Клімат
Середня річна температура становить 10,52 °C, середня максимальна – 24,43 °C, а середня мінімальна – -5,54 °C. Середня річна кількість опадів – 879 мм.
| Клімат поселення                              | Клімат поселення | Клімат поселення | Клімат поселення | Клімат поселення | Клімат поселення | Клімат поселення | Клімат поселення | Клімат поселення | Клімат поселення | Клімат поселення | Клімат поселення | Клімат поселення | Клімат поселення |
| Показник                                      | Січ.             | Лют.             | Бер.             | Квіт.            | Трав.            | Черв.            | Лип.             | Серп.            | Вер.             | Жовт.            | Лист.            | Груд.            |                  |
| Середній максимум, °C                         | 6,26             | 8,03             | 12,16            | 16,49            | 21,37            | 24,43            | 23,36            | 22,82            | 18,88            | 13,79            | 8,53             | 4,63             |                  |
| Середня температура, °C                       | 0,36             | 2,12             | 6,27             | 10,58            | 15,47            | 18,52            | 20,19            | 19,63            | 15,70            | 10,60            | 5,35             | 1,45             |                  |
| Середній мінімум, °C                          | −5,54            | −3,79            | 0,36             | 4,68             | 9,54             | 12,61            | 16,99            | 16,45            | 12,51            | 7,42             | 2,18             | −1,73            |                  |
| Норма опадів, мм                              | 49               | 47               | 58               | 68               | 77               | 96               | 81               | 90               | 83               | 83               | 85               | 62               |                  |
| Середньомісячна швидкість вітру, м/с          | 1.85             | 2.04             | 2.42             | 2.31             | 2.20             | 2.00             | 1.90             | 1.75             | 1.75             | 1.80             | 1.90             | 1.90             |                  |
| Середньомісячна сонячна радіація, кДж/м²·день | 4119             | 6901             | 10495            | 14884            | 18998            | 20944            | 21708            | 18881            | 14034            | 8743             | 4549             | 3315             |                  |
| --------------------------------------------- | ---------------- | ---------------- | ---------------- | ---------------- | ---------------- | ---------------- | ---------------- | ---------------- | ---------------- | ---------------- | ---------------- | ---------------- | ---------------- |
| Джерело:                                      |                  |                  |                  |                  |                  |                  |                  |                  |                  |                  |                  |                  |                  |